# František Jež
František Jež, češki smučarski skakalec, * 16. januar 1970. 

## Športna kariera
V svetovnem pokalu je debitiral kot sedemnajstletnik leta 1987. Na prvi tekmi Novoletne turneje v Oberstdorfu je že osvojil 25. mesto. 
V kanadskem Thunder Bayu je bil že 12., v Saporu je bil že šesti. Prve stopničke je osvojil v Garmisch - Partenkirchnu, ko je osvojil 3. mesto. V Bischofshofnu pa je osvojil prvo zmago. Nato je do konca sezone 1989/90 osvojil še tri. V skupnem seštevku svetovnega pokala je bil peti. 
Po nekoliko slabši sezoni 1990/91 je sledila olimpijska. V svetovnem pokalu je bil desetkrat med deseterico, najvišje v Saporu, kjer je bil tretji. Na olimpijskih igrah v Albertvillu leta 1992 je s češko ekipo osvojil bronasto medaljo na veliki skakalnici.
Na svetovnem prvenstvu v Falunu leta 1993, kjer je češka ekipa tekmovala izjemoma s slovaškim skakalcem Švagerkom, je osvojil srebrno medaljo.
Po olimpijskih igrah v Naganu leta 1998 se je pri komaj 28 letih upokojil.

## Trenerska kariera
Leta 2000 je postal pomočnik glavnega trenerja češke reprezentance, vendar je položaj zapustil po 9 mesecih. Nato je delal kot menedžer Jakuba Jande.

## Dosežki

### Zmage
František Jež je v svetovnem pokalu dosegel 4 zmage:
| Sezona  | Država/Prizorišče |
| ------- | ----------------- |
| 1989/90 | Bischofshofen     |
| 1989/90 | St. Moritz        |
| 1989/90 | Gstaad            |
| 1989/90 | Val di Fiemme     |